# Nilüfer Göle
Nilüfer Göle (* 1953 in Ankara) ist eine türkische Soziologin, die in Frankreich lehrt.

## Leben
Nilüfer Göle wurde 1982 an der École des Hautes Études en Sciences Sociales (EHESS) in Paris promoviert. Sie arbeitete von 1986 bis 2001 als Hochschullehrerin an der Boğaziçi Üniversitesi in Istanbul, wo sie 1988 habilitiert wurde. Seit 2001 ist sie Directrice d’études an der EHESS, Centre d’Analyse et d’Intervention Sociologiques (CADIS), in Paris. Göle war Gastprofessorin an der University of Michigan, am  Massachusetts Institute of Technology und an der New School for Social Research in New York City. Sie arbeitete auch am  Rockefeller Study and Conference Center, Bellagio und am Wissenschaftskolleg zu Berlin.
Göles Arbeitsfelder sind Islamstudien, Säkularismus, Kunst und genderspezifische Studien.
Sie wurde 2012 zur Ehrendoktorin der Leuphana Universität Lüneburg.

## Schriften (Auswahl)
- Europäischer Islam. Muslime im Alltag. Übersetzung Bertold Galli. Wagenbach, Berlin 2016
- Anverwandlungen : der Islam in Europa zwischen Kopftuchverbot und Extremismus. Aus dem Franz. von Ursel Schäfer. Berlin : Wagenbach, 2008
- mit Ludwig Ammann (Hrsg.): Islam in Sicht. Aus dem Engl. von Henning Thies. Bielefeld : Transcript, 2004
- Republik und Schleier. Die muslimische Frau in der modernen Türkei. Übers. Pia Angela Lorenzi. Berlin : Babel-Verl., 1995
- Ingénieurs en Turquie : avant-garde révolutionnaire ou élite modernisatrise? Thèse 3ème cycle Sociol., Paris, E.H.E.S.S., 1982